# Grand Prix Austrálie 2003

Mapka okruhu

Grand Prix Austrálie (LXVIII Foster's Australian Grand Prix) se v roce 2003 konala 9. března na okruhu v Melbourne.
- 58 kol x 5,303 km = 307,574 km
- 698. Grand Prix
- 13. vítězství Davida Coultharda
- 136. vítězství pro McLaren

## Výsledky
| Pozice | Jezdec                | Vůz              | Čas              |
| ------ | --------------------- | ---------------- | ---------------- |
| 1      | David Coulthard       | McLaren MP 4/17D | 1:34'42.124      |
| 2      | Juan Pablo Montoya    | Williams FW25    | á 0:08:675       |
| 3      | Kimi Räikkönen        | McLaren MP 4/17D | á 0:09:192       |
| 4      | Michael Schumacher    | Ferrari F2002    | á 0:09:482       |
| 5      | Jarno Trulli          | Renault R 23     | á 0:38:801       |
| 6      | Heinz-Harald Frentzen | Sauber C 22      | á 0:43:928       |
| 7      | Fernando Alonso       | Renault R 23     | á 0:45:074       |
| 8      | Ralf Schumacher       | Williams FW25    | á 0:45:745       |
| 9      | Jacques Villeneuve    | BAR 005          | á 1:05:536       |
| 10     | Jenson Button         | BAR 005          | á 1:05:974       |
| 11     | Jos Verstappen        | Minardi PS 03    | á 1 kolo         |
| 12     | Giancarlo Fisichella  | Jordan EJ 13     | á 6 kol          |
| 13     | Antonio Pizzonia      | Jaguar R4        | á 6 kol          |
| Kolo   | Odstoupily            | -                | -                |
| 31     | Olivier Panis         | Toyota TF 103    | Tlak oleje       |
| 20     | Nick Heidfeld         | Sauber C 22      | Zastavení        |
| 16     | Justin Wilson         | Minardi PS 04 B  | Kámen v chladiči |
| 15     | Mark Webber           | Jaguar R4        | Zastavení        |
| 7      | Cristiano Da Matta    | Toyota TF 103    | Mimo trať        |
| 6      | Ralph Firman          | Jordan EJ 13     | Mimo trať        |
| 5      | Rubens Barrichello    | Ferrari F2002    | Mimo trať        |

### Nejrychlejší kolo
- Kimi RAIKKONEN McLaren Mercedes 	1'27,724 - 217.624 km/h

### Vedení v závodě
- 1-6 kolo Michael Schumacher
- 7-16 kolo Juan Pablo Montoya
- 17-32 kolo Kimi Räikkönen
- 33-41 kolo Juan Pablo Montoya
- 42-45 kolo Michael Schumacher
- 46-47 kolo Juan Pablo Montoya
- 48-58 kolo David Coulthard

### Postavení na startu
- Modře – startoval z boxu

| 1. řada  | 1                    | 2                     |
|          | Michael Schumacher   | Rubens Barrichello    |
|          | Ferrari              | Ferrari               |
|          | 1'27.173             | 1'27.418              |
| 2. řada  | 3                    | 4                     |
|          | Juan Pablo Montoya   | Heinz-Harald Frentzen |
|          | Williams             | Sauber                |
|          | 1'28.101             | 1'28.274              |
| 3. řada  | 5                    | 6                     |
|          | Olivier Panis        | Jacques Villeneuve    |
|          | Toyota               | BAR                   |
|          | 1'28.288             | 1'28.420              |
| 4. řada  | 7                    | 8                     |
|          | Nick Heidfeld        | Jenson Button         |
|          | Sauber               | BAR                   |
|          | 1'28.464             | 1'28.682              |
| 5. řada  | 9                    | 10                    |
|          | Ralf Schumacher      | Fernando Alonso       |
|          | Williams             | Renault               |
|          | 1'28.830             | 1'28.928              |
| 6. řada  | 11                   | 12                    |
|          | David Coulthard      | Jarno Trulli          |
|          | McLaren              | Renault               |
|          | 1'29.105             | 1'29.136              |
| 7. řada  | 13                   | 14                    |
|          | Giancarlo Fisichella | Mark Webber           |
|          | Jordan               | Jaguar                |
|          | 1'29.344             | 1'29.367              |
| 8. řada  | 15                   | 16                    |
|          | Kimi Räikkönen       | Cristiano da Matta    |
|          | McLaren              | Toyota                |
|          | 1'29.470             | 1'29.538              |
| 9. řada  | 17                   | 18                    |
|          | Ralph Firman         | Antonio Pizzonia      |
|          | Jordan               | Jaguar                |
|          | 1'31.242             | 1'31.723              |
| 10. řada | 19                   | 20                    |
|          | Jos Verstappen       | Justin Wilson         |
|          | Minardi              | Minardi               |
|          | - -- ---             | - -- ---              |
| -------- | -------------------- | --------------------- |

### Zajímavosti
- V závodě debutovali :Antonio Pizzonia, Cristiano da Matta, Justin Wilson, Ralph Firman
- Nové vozy: BAR 005, Jaguar R4, Jordan EJ13, McLaren MP4/17D, Minardi PS03, Renault R23, Sauber C22, Toyota TF103, Williams FW25.
- Motor Mercedes vybojoval 50 nejrychlejší kolo.